# Les Enfants d'une autre
Pour plus de détails, voir Fiche technique et Distribution.
Les Enfants d'une autre (Чужие дети, Tchoujie deti) est un film soviétique réalisé par Tenguiz Abouladzé, sorti en 1958.

## Fiche technique
- Titre original : Чужие дети
- Titre français : Les Enfants d'une autre[1]
- Réalisation : Tenguiz Abouladzé
- Scénario : Revaz Djaparidze, Tenguiz Abouladzé
- Photographie : Levan Paatachvili
- Musique : Artchil Keresselidze
- Pays d'origine : URSS
- Format : Noir et blanc - 35 mm - Mono
- Genre : drame
- Durée : 77 minutes
- Date de sortie : 1958

## Distribution
- Tsitsino Tsitsichvili : Nato
- Otar Koberidze : Data
- Asmat Kandaourichvili : Teo
- Nani Tchikvinidze : Lia
- Mikho Borachvili : Gia
- Sessilia Takaïchvili : Elissabed
- Iossif Lagidze : Gouram